# Tanaostigmodes
Tanaostigmodes är ett släkte av steklar. Tanaostigmodes ingår i familjen Tanaostigmatidae.

## Dottertaxa tillTanaostigmodes, i alfabetisk ordning[1]
- Tanaostigmodes ajax
- Tanaostigmodes albiclavus
- Tanaostigmodes anellarius
- Tanaostigmodes anexochus
- Tanaostigmodes aulafrons
- Tanaostigmodes basilaris
- Tanaostigmodes bifasciatifrons
- Tanaostigmodes brevisulcus
- Tanaostigmodes cajaninae
- Tanaostigmodes carinatus
- Tanaostigmodes coccophagus
- Tanaostigmodes coeruleus
- Tanaostigmodes desantisi
- Tanaostigmodes dilatus
- Tanaostigmodes dominicensis
- Tanaostigmodes eja
- Tanaostigmodes emarginatus
- Tanaostigmodes eupelmiformis
- Tanaostigmodes fernandesi
- Tanaostigmodes fisheri
- Tanaostigmodes flavicorpus
- Tanaostigmodes globosus
- Tanaostigmodes gracilis
- Tanaostigmodes haematoxyli
- Tanaostigmodes howardii
- Tanaostigmodes insculptus
- Tanaostigmodes kiefferi
- Tanaostigmodes koebelei
- Tanaostigmodes larsoni
- Tanaostigmodes latiscapus
- Tanaostigmodes lini
- Tanaostigmodes madrensis
- Tanaostigmodes mayri
- Tanaostigmodes megalarus
- Tanaostigmodes meltoni
- Tanaostigmodes mexicanus
- Tanaostigmodes minutus
- Tanaostigmodes mosesi
- Tanaostigmodes peruviensis
- Tanaostigmodes pithecellobiae
- Tanaostigmodes punctus
- Tanaostigmodes shrek
- Tanaostigmodes sonorensis
- Tanaostigmodes sulcatus
- Tanaostigmodes tambotis
- Tanaostigmodes tenuisulcus
- Tanaostigmodes tescus
- Tanaostigmodes tetartus
- Tanaostigmodes tricolor
- Tanaostigmodes triplaris
- Tanaostigmodes trotteri
- Tanaostigmodes tychii
- Tanaostigmodes velasquezi
- Tanaostigmodes viridis
- Tanaostigmodes xanthogaster
- Tanaostigmodes yuohuae